# قیصار (قائنات)
قیصار روستایی در دهستان سده بخش سده شهرستان قائنات استان خراسان جنوبی ایران است. بر پایه سرشماری عمومی نفوس و مسکن در سال ۱۳۹۰ جمعیت این روستا ۱۰۵ نفر (در ۳۴ خانوار) بوده‌است.